# Nederlands in Wallonië

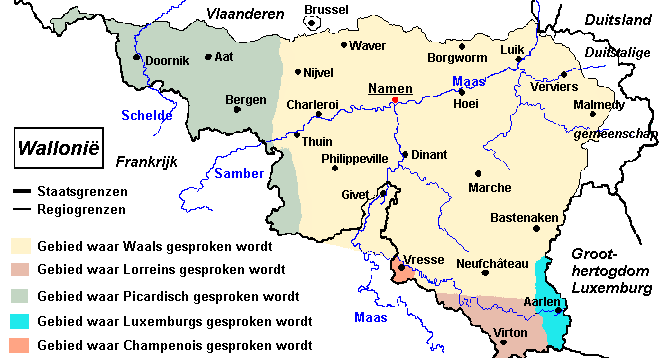
Variatie aan streektalen in Wallonië. De Duitstalige Oostkantons zijn wit gelaten.

Het Nederlands wordt in Wallonië, het zuidelijke gedeelte van België, gesproken door sommige inwoners van faciliteitengemeenten nabij de taalgrens. De Nederlandstaligen hier wonen in het Franstalige gewest Wallonië maar kunnen bij de gemeente en vaak ook in het dagelijks leven terecht in het Nederlands.

## Onderwijs
Wereldwijd is Wallonië het niet-Nederlandstalige gebied waar het meeste Nederlands wordt geleerd. Het aantal Waalse tweetaligen, die aangeven goed of zeer goed Nederlands te spreken, ligt lager dan op basis van de onderwijspenetratie kan worden verwacht (15% in 2006). Anders dan in het Brussels Hoofdstedelijk Gewest is het onderwijs van het Nederlands in Wallonië niet verplicht. Op de meeste lagere scholen kunnen de leerlingen ervoor kiezen vanaf de vijfde klas. In het middelbaar moet vanaf het eerste jaar minstens één vreemde taal worden gekozen. Na Engels is Nederlands de meest populaire keuze. Lange tijd was er sprake van een opgaande trend. In 2008-2009 kozen evenveel leerlingen voor Nederlands als voor Engels (telkens 49%). In 2017-2018 was dit weer teruggelopen tot 35%. In streken die dichter bij Vlaanderen liggen wordt meer Nederlands geleerd dan in bijvoorbeeld de provincie Luxemburg.
Sinds een pilootproject in 1989 voorziet de Franse Gemeenschap extra financiële steun voor scholen die immersieonderwijs aanbieden (EMILE). Dergelijke programma's kunnen worden gevolgd vanaf de kleuterschool doorheen het lager tot het middelbaar. Anno 2015 was dit aanbod aanwezig in een driehondertal scholen, die er ruim 30.000 leerlingen mee bereikten. In immersie gaat het Nederlands het Engels vooraf.
Historisch gaat het georganiseerde Nederlandse onderwijs in Wallonië terug tot het Verenigd Koninkrijk der Nederlanden (1815-1830). Als onderdeel van zijn taalpolitiek drukte koning Willem I der Nederlanden het niet alleen door als leervak, maar zorgde hij er ook voor dat er Waalse scholen waren met Nederlands als onderwijstaal. Aan de Universiteit van Luik richtte hij de eerste leerstoel Nederlands in.
Wallonië is van plan om in het schooljaar 2027-2028, het Nederlands een verplicht schoolvak te maken en dit voor leerlingen vanaf het 3de leerjaar. 

## Gemeenten met faciliteiten voor Nederlandstaligen
Gemeenten in het Franse taalgebied met faciliteiten voor Nederlandstaligen:
- Edingen
- Komen-Waasten
- Moeskroen
- Vloesberg

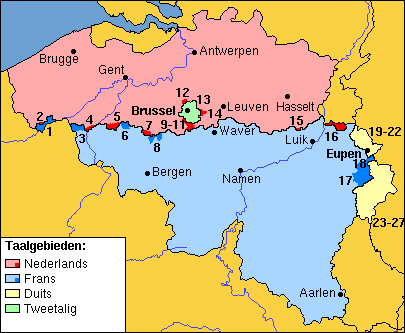
Faciliteitengemeenten in de taalgebieden.

Ten zuidoosten van de Voerstreek ligt de Platdietse streek. In dit gebied wordt nog een Limburgs dialect gesproken, waardoor sommige van deze gemeenten in aanmerking komen voor Nederlandstalige faciliteiten, al zijn die nooit effectief doorgevoerd. Het platt was de algemene omgangstaal gedurende vele eeuwen, maar ging sterk achteruit als gevolg van de verfransingspolitiek van de jonge Belgische staat na 1830 en vooral als reactie op de bezettingspolitiek in de twee wereldoorlogen. Aan het begin van de Eerste Wereldoorlog vonden er Duitse oorlogsmisdaden tegen burgers plaats in de streek. Na de oorlog werd uit patriotisme overgeschakeld naar Frans als kerk- en schooltaal. Daar kwam een einde aan door de annexatie en verduitsing van de streek tijdens de Tweede Wereldoorlog. De bevrijding in 1944 was het sein om weer over te gaan naar Frans, taal die door de bevolking ook meer en meer werd gebruikt om associaties met de voormalige bezetter te vermijden.

## Gemeenten met faciliteiten voor Duitstaligen en Nederlandstaligen (Platdietse streek)
Gemeenten in het Franse taalgebied waar faciliteiten voor Duitstaligen en of Nederlandstaligen kunnen komen:
- Baelen
- Plombières
- Welkenraedt

In deze gemeenten worden sinds enige jaren officieus wel taalfaciliteiten verstrekt door deze gemeenten aan Duitstaligen. Voor Nederlandstaligen is dit nog niet het geval. Officieel zijn de taalfaciliteiten voor de Duitse en Nederlandse taal nog niet van toepassing in deze gemeenten en kan dit, conform de taalwetgeving, slechts plaatsvinden na toestemming van de Belgische regering en parlement.

## Gebieden in Wallonië met als volkstaal een Nederlands dialect
Ten tijde van de vastlegging van de taalgrens, in het begin van de jaren zestig van de twintigste eeuw, zijn een aantal gebieden waar van oudsher de volkstaal een Nederlands dialect was om diverse redenen toch ingedeeld bij Wallonië.
Volledige gemeenten:
- Komen-Waasten
- Moeskroen
- Edingen
- Hélécine
- Lijsem
- Bitsingen
- Aubel
- Baelen (ook wel gespeld als Balen)
- Plombières
- Welkenraedt

Deelgemeenten en gehuchten:
- Bosschelle Hoeve (een gehucht in Évregnies)
- Orroir (een deelgemeente van Mont-de-l'Enclus)
- Amougies (een deelgemeente van Mont de l'Enclus)
- Rozenaken (een deelgemeente van Mont de l'Enclus)
- Vierwinden (een gehucht in Elzele)
- D'Hoppe (een gehucht in Vloesberg)
- Te Levieren (gebied in Vloesberg tussen de Verrebeek en de Buistemberg)
- Groenstraat (een gehucht in Zullik)
- Warresaert (een gehucht in Zullik)
- Bierk (een deelgemeente van Roosbeek)
- Sint-Renelde (een deelgemeente van Tubeke)
- 't Walinneke (een wijk op de weg van Sint-Genesius-Rode naar Zevenborre in Eigenbrakel)
- Zevenborre (deel Eigenbrakel)
- De strook in het uiterste noorden van Waver, gelegen tussen Ottenburg en Tombeek (Overijse), met de hoeven Bilande en Kleine Bilande en de Hoeve der Tempeliers
- Sluizen (deelgemeente van Bevekom zonder de wijk Sclimpré )
- Zittert-Lummen (een deelgemeente van Geldenaken)
- Roost (een deelgemeente van Berloz, uitgezonderd Krenwijk)
- Corswarem (nu deelgemeente van Berloz)
- Wouteringen (een deelgemeente van Oerle)
- Wezet
- Lieze (een deelgemeente van Wezet)
- Ternaaien (een deelgemeente van Wezet)

## Geschiedenis

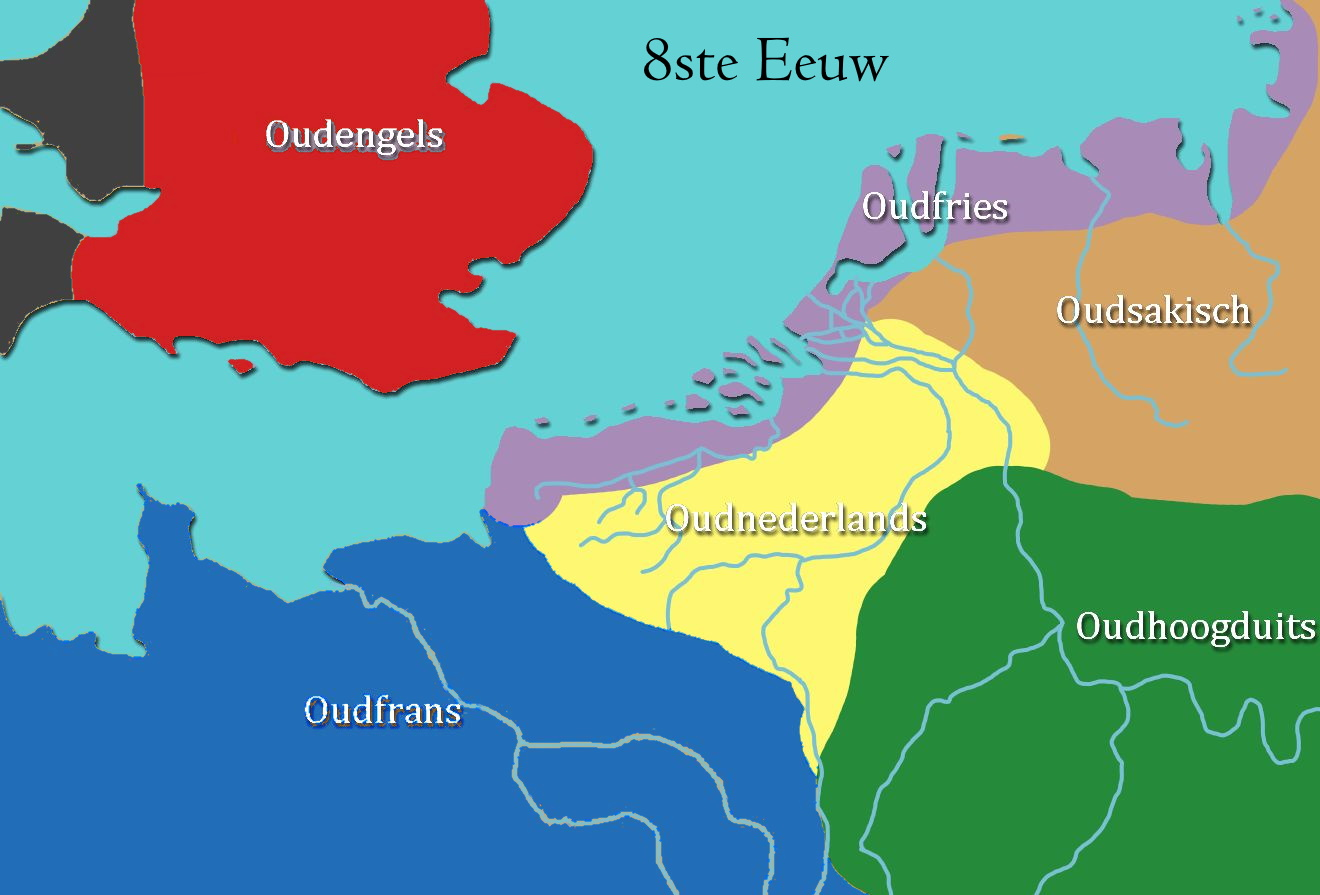
Taalsituatie +-700

In de vroege middeleeuwen werd er in grote delen van Wallonië Oudnederlands gesproken, naast andere talen. Deze aanwezigheid is sedertdien verdwenen, maar valt nog terug te vinden in plaatsnamen zoals Waterloo.

## Voetnoten
1. ↑  Guy Janssens over de geschiedenis van het onderwijs van het Nederlands in Wallonië , in: Over taal, 2007, nr. 4, p. 87-89
2. ↑  Jonathan Van Parys en Sven Wauters, Les Connaissances linguistiques en Belgique, CEREC Working Papers, 2006, nr. 7, p. 3
3. ↑  Steeds minder Franstalige leerlingen studeren Nederlands: "Ze vinden het een lelijke taal", VRTNWS, 12 juni 2018
4. ↑  Guy Janssens en Kris Steyaert, Het onderwijs van het Nederlands in de Waalse provincies en Luxemburg onder koning Willem I (1814-1830), 2007, ISBN 9789054874560
5. ↑  Guy Janssens en Kris Steyaert, Tweehonderd jaar neerlandistiek aan de Université de Liège. Een geschiedenis van de oudste extramurale leerstoel Nederlands, 2014, ISBN 9789033496110
6. ↑  NWS, VRT, De Franse Gemeenschap wil Nederlands invoeren als verplicht vak in Waalse scholen: "Franstaligen nemen voorsprong". vrtnws.be (30 september 2022). Geraadpleegd op 26 juni 2023.
7. ↑  Is Vlaanderen de platdietse streek kwijt?
8. ↑  Darquennes J., 2007. Maatschappelijk taalgebruik in het Montzener Land onder het bewind van Willem I. Verslagen en mededelingen van de Koninklijke Academie voor Nederlandse taal- en letterkunde. https://www.dbnl.org/tekst/_ver016200701_01/_ver016200701_01_0006.php
9. ↑  Quix, Marie-Paule (1981): ‘Altbelgien-Nord’. In: Ureland, P. Sture (Ed.): Kulturelle und sprachliche Minderheiten in Europa. Niemeyer, Tübingen, 225-235.
10. ↑  Verdoodt, Albert (1968): Zweisprachige Nachbarn: Die deutschen Hochsprach- und Mundartgruppen in Ost-Belgien, dem Elsass, Ost-Lothringen und Luxemburg. Braumüller, Wien/Stuttgart.
11. ↑  Wintgens, L. Dialecte et langue du pays (Gemmenich) http://www.trois-frontieres.be/F/dialecte.php